# Brisón de Heraclea
Brisón de Heraclea (en griego: Βρύσων Ἡρακλεώτης, finales del siglo V a. C.) fue un antiguo matemático y sofista griego que contribuyó a resolver el problema de la cuadratura del círculo y calcular pi.

## Vida y trabajo
Poco se sabe sobre la vida de Brisón; venía de Heraclea Póntica y puede haber sido alumno de Sócrates. Se le menciona en la decimotercera Epístola Platónica y Teopompo incluso afirmó en su Ataque a Platón que Platón robó muchas ideas para sus diálogos de Brisón de Heraclea. Es conocido principalmente por Aristóteles, quien critica su método de cuadrar el círculo. También molestó a Aristóteles al afirmar que el lenguaje obsceno no existe. Diógenes Laercio y la Suda se refieren varias veces a un Brisón como maestro de varios filósofos, pero como algunos de los filósofos mencionados vivían a finales del siglo IV a. C., es posible que Brisón se confundiera con Brisón de Acaya, quien pudo haber vivido alrededor de ese tiempo.

### Pi y cuadratura del círculo
Brisón, junto con su contemporáneo, Antifonte, fue el primero en inscribir un polígono dentro de un círculo, encontrar el área del polígono, duplicar el número de lados del polígono y repetir el proceso, lo que resulta en una aproximación del límite inferior del área. "Tarde o temprano (se dieron cuenta), ... [que habría] tantos lados que el polígono ... [sería] un círculo". Brisón más tarde siguió el mismo procedimiento para los polígonos que circunscriben un círculo, lo que resulta en una aproximación de límite superior del área de un círculo. Con estos cálculos, Brisón pudo aproximarse a π y además ubicar los límites inferior y superior en el valor real de π. Pero debido a la complejidad del método, solo calculó π a unos pocos dígitos. Aristóteles criticó este método, pero Arquímedes más tarde usaría un método similar al de Brisón y Antifonte para calcular π; sin embargo, Arquímedes calculó el perímetro de un polígono en lugar del área.